# Ансамбъл „Пазарджик“
Ансамбъл „Пазарджик“ е фолклорен ансамбъл в град Пазарджик, България.
Основан е през 1962 година от Александър Начев, а от 1982 година е ръководен от Атанас Чолаков. Изпълнява главно обработена българска народна музика с репертоар от цялата страна, но най-често от Тракийската фолклорна област.